# 內羅比證券交易所
內羅比證券交易所（英語：Nairobi Securities Exchange），於1954年在肯雅首府內羅比成立，由歐洲裔的股票經紀社群，根據《社團法》在英屬肯雅自願組成。至2021年2月，在內羅比證券交易所上市的公司數目為66間。

## 監管及股權
2015年，內羅比證券交易所的董事局由11人組成，其主席為基普羅諾·基托尼（Kiprono Kittony），首席執行官則由杰弗裡·奧東多（Geoffrey Odundo）出任。內羅比證券交易所本身的股份亦有在內羅比證券交易所上市，其股票編號為NSE。以下是其主要的股東：
| 排行 | 股東                                | 持股比例 |
| ---- | ----------------------------------- | -------- |
| 1    | 渣打集團肯尼亚代理人（Standard Chartered Kenya Nominees）            | 21.75    |
| 2    | CfC标准银行代理人肯尼亚有限公司（CfC Stanbic Nominees Kenya Limited） | 7.67     |
| 3    | 肯雅財政部內閣秘書                  | 3.37     |
| 4    | 投資者賠償基金委員會                | 3.37     |
| 5    | 其他                                | 63.84    |
|      | 總計                                | 100.00   |

## 子公司及投資
除了股票及債券的交易之外，內羅比證券交易所亦有以下的投資：
- 內羅比證券交易所結算有限公司（NSE Clear Limited）：由內羅比證券交易所全資擁有，負責期貨及衍生產品的結算。
- 中央結算有限公司（Central Depository and Settlement Corporation Limited）：擁22.5%股權的子公司，提供清算、結算和存管服務。

## 外部連結
- Website of Nairobi Securities Exchange （页面存档备份，存于）
- Website of Kenya Capital Markets Authority （页面存档备份，存于）
- Website of Authorized Data Vendor of Nairobi Securities Exchange （页面存档备份，存于）
- Transcentury To List